# Lake Grosvenor
Lake Grosvenor ist ein See im Südwesten des US-Bundesstaates Alaska an der Westflanke der nördlichen Aleutenkette. 
Der etwa 74 km² große und 33 m hoch gelegene See liegt vollständig im Katmai-Nationalpark. Der 30 km lange und 3,5 km breite langgestreckte See ist in Ostsüdost-Richtung ausgerichtet. Im Nordosten erhebt sich ein 1400 m hoher Berg der Aleutenkette. Der Hardscrabble Creek mündet in das südöstliche Seeende. Der nordwestlich benachbarte Lake Coville besitzt einen kurzen Abfluss zum Lake Grosvenor. An der Einmündungsstelle befindet sich die Grosvenor Lodge. Am ostsüdöstlichen Seeende wird der Lake Grosvenor über einen 4,5 km langen namenlosen Fluss zum Savonoski River hin entwässert. Am Südufer des Lake Grosvenor befindet sich eine Portage zum 1,7 km entfernten Naknek Lake.
Namensgeber des Sees war vermutlich Gilbert Hovey Grosvenor (1875–1966), 1920–1954 Vorsitzender der National Geographic Society.